# Persone di nome Miguel/Calciatori
| Questa pagina contiene informazioni ricavate automaticamente dalle voci biografiche con l'ausilio del template Bio e di un bot. L'aggiornamento è periodico e automatico e ricostruisce completamente la pagina. Se manca una persona in questa lista, sei pregato di non aggiungerla, ma accertati piuttosto che la sua voce biografica contenga il template Bio e che i dati anagrafici siano correttamente compilati. Se il template Bio manca, inseriscilo tu stesso o, in alternativa, metti l'avviso {{tmp\|Bio}} che ne segnala la mancanza. Se i dati riportati sono sbagliati, correggi direttamente la voce biografica; le modifiche saranno visibili in questa lista entro pochi giorni. Per chiarimenti vedi il progetto antroponimi. La lista contiene solo le 237 persone che sono citate nell'enciclopedia e per le quali è stato implementato correttamente il template Bio. Pagina aggiornata al 6 ago 2025. |

Questa è una lista di persone presenti nell'enciclopedia che hanno il nome Miguel e sono calciatori.

## A(15)
- Miguel Aceval, ex calciatore cileno (Santiago del Cile, n. 1983)
- Miguel Ángel Adorno, ex calciatore argentino (Puerto Aragón, n. 1949)
- Miguel Aguilar, ex calciatore messicano (Ciudad Juárez, n. 1993)
- Miguel Alba, calciatore argentino (Mar del Plata, n. 1988)
- Miguel Almazán, ex calciatore messicano (Città del Messico, n. 1982)
- Miguel Almirón, calciatore paraguaiano (Asunción, n. 1994)
- Miguel Amado, ex calciatore uruguaiano (n. 1984)
- Michele Andreolo, calciatore e allenatore di calcio uruguaiano (Montevideo, n. 1912 - Potenza, † 1981)
- Miguel Aracil, ex calciatore spagnolo (Alicante, n. 1957)
- Miguel Araujo, calciatore peruviano (Villa María del Triunfo, n. 1994)
- Miguel Arcanjo, ex calciatore portoghese (Huambo, n. 1932)
- Miguel Asprilla, ex calciatore colombiano (La Paila, n. 1969)
- Miguel Atienza, calciatore spagnolo (Madrid, n. 1999)
- Miguel Ayestarán, calciatore spagnolo (Pasaia, n. 1910 - † 1992)
- Miguel Tavares, calciatore portoghese (Lisbona, n. 1998)

## B(22)
- Miguel Báez, calciatore dominicano (La Romana, n. 1983)
- Miguel Baeza, calciatore spagnolo (Cordova, n. 2000)
- Miguel Bandarra, calciatore portoghese (Vila Real de Santo António, n. 1996)
- Miguel Bazzano, ex calciatore uruguaiano (n. 1945)
- Miguel Bedoya, ex calciatore spagnolo (Madrid, n. 1986)
- Miguel Ángel Belanche, ex calciatore spagnolo (Villahermosa del Campo, n. 1956)
- Miguel Ángel Beltre, calciatore dominicano (n. 2003)
- Miguel Benincasa, calciatore uruguaiano (n. 1889)
- Miguel Ángel Benítez, ex calciatore paraguaiano (Santísima Trinidad, n. 1970)
- Miguel Berry, calciatore spagnolo (Barcellona, n. 1997)
- Nicolás Bertochi, calciatore argentino (Granadero Baigorria, n. 1989)
- Miguel Bianconi, calciatore brasiliano (Mococa, n. 1992)
- Miguel Ángel Bordón, calciatore argentino (Santa Fe, n. 1952 - Dolores, † 2003)
- Miguel Boriba, calciatore equatoguineano (Malabo, n. 1990)
- Miguel Borja, calciatore colombiano (Tierralta, n. 1993)
- Miguel Bossio, ex calciatore uruguaiano (Montevideo, n. 1960)
- Miguel Brito, calciatore boliviano
- Miguel Ángel Britos, ex calciatore uruguaiano (Maldonado, n. 1985)
- Miguel Brizuela, calciatore argentino (Moreno, n. 1997)
- Miguel Busquets, calciatore cileno (Santiago del Cile, n. 1920 - Santiago del Cile, † 2002)
- Miguel Ángel Bustillo, calciatore spagnolo (Saragozza, n. 1946 - Salou, † 2016)
- Miguel Bustos, calciatore argentino (Rosario, n. 1946 - † 2014)

## C(17)
- Miguel Cáceres, ex calciatore paraguaiano (Campo Nuevo, n. 1978)
- Miguel Calero, calciatore colombiano (Ginebra, n. 1971 - Città del Messico, † 2012)
- Miguel Camargo, calciatore panamense (Panama, n. 1993)
- Miguel Capuccini, calciatore uruguaiano (Montevideo, n. 1904 - Montevideo, † 1980)
- Miguel Ángel Castillo, calciatore honduregno (Tegucigalpa, n. 1983)
- Miguel Ángel Castillo, calciatore panamense (Panama, n. 1986)
- Miguel Ángel Castillo, ex calciatore cileno (Santiago del Cile, n. 1972)
- Miguel Castro, ex calciatore peruviano (Lima, n. 1997)
- Miguel Castroman, calciatore svizzero (Berna, n. 1995)
- Maycoll Cañizalez, ex calciatore salvadoregno (Quezaltepeque, n. 1982)
- Miguel Chaiwa, calciatore zambiano (Luanshya, n. 2004)
- Miguel Comminges, ex calciatore francese (Les Abymes, n. 1982)
- Miguel Ángel Cordero, calciatore spagnolo (Lebrija, n. 1987)
- Miguel Cordero, ex calciatore venezuelano (n. 1971)
- Miguel Crespo, calciatore francese (Lione, n. 1996)
- Miguel Curiel, calciatore peruviano (Lima, n. 1988)
- Miguel Ángel Cuéllar, ex calciatore paraguaiano (Salto del Guairá, n. 1982)

## D(11)
- Miguel da Costa, calciatore saotomense (n. 1995)
- Miguel Davis, ex calciatore costaricano (n. 1966)
- Miguel de Andrés, ex calciatore spagnolo (Ochagavía, n. 1957)
- Miguel De Lima, ex calciatore brasiliano (Macaíba, n. 1937)
- Miguel Dellavalle, calciatore argentino (Córdoba, n. 1898 - Córdoba, † 1932)
- Miguel Duragrin, ex calciatore francese (n. 1975)
- Pololo, calciatore spagnolo (Oviedo, n. 1901 - Oviedo, † 1934)
- Miguel Simão, ex calciatore portoghese (Porto, n. 1973)
- Xeka, calciatore portoghese (Rebordosa, n. 1994)
- Miguel de la Fuente, calciatore spagnolo (Tudela de Duero, n. 1999)
- Miguel de las Cuevas, ex calciatore spagnolo (Alicante, n. 1986)

## E(2)
- Miguel Escalona, calciatore cileno (Santiago del Cile, n. 1990)
- Miguel Escobar, calciatore colombiano (Guadalajara de Buga, n. 1945 - Guadalajara de Buga, † 2023)

## F(10)
- Miguel Faivre, calciatore argentino
- Miguel Pedro, ex calciatore portoghese (Porto, n. 1983)
- Miguel Ferreira Pereira, ex calciatore brasiliano (Rio de Janeiro, n. 1949)
- Miguel Ângelo Ferreira de Castro, ex calciatore portoghese (Lisbona, n. 1984)
- Miguel Ferreira de Sousa, calciatore portoghese (Lisbona, n. 1998)
- Miguel Figueira, calciatore brasiliano (Santana, n. 2000)
- Miguel Flaño, ex calciatore spagnolo (Pamplona, n. 1984)
- Miguel Flores, calciatore cileno (Taltal, n. 1920 - Ñuñoa, † 2002)
- Miguel Ángel Fraga, calciatore messicano (Morelia, n. 1987)
- Miguel Fuentes Azpiroz, ex calciatore e dirigente sportivo spagnolo (San Sebastián, n. 1964)

## G(19)
- Miguel Bastón, ex calciatore spagnolo (Tortosa, n. 1961)
- Miguel Ángel Gamboa, ex calciatore cileno (Hualqui, n. 1951)
- Miguel Ángel García Tébar, ex calciatore spagnolo (Albacete, n. 1979)
- Miguel Ângelo Moita Garcia, ex calciatore portoghese (Moura, n. 1983)
- Miguel Sebastián Garcia, ex calciatore argentino (Santa Fe, n. 1984)
- Miguel Ángel García Pérez-Roldán, ex calciatore spagnolo (Talavera de la Reina, n. 1981)
- Miguel Ángel Garrido Cifuentes, calciatore spagnolo (Zújar, n. 1990)
- Miguel Ângelo Gomes da Silva, calciatore portoghese (Fiães, n. 1995)
- Miguel Oswaldo González, ex calciatore argentino (n. 1952)
- Miguel González Pérez, calciatore spagnolo (Santa Cruz de La Palma, n. 1927 - Madrid, † 2021)
- Miguel Ángel González, calciatore e dirigente sportivo spagnolo (Ourense, n. 1947 - Madrid, † 2024)
- Miguel Ángel Guerrero, ex calciatore colombiano (Cali, n. 1967)
- Miguel Ángel Guerrero Martín, calciatore spagnolo (Toledo, n. 1990)
- Miguel Gutiérrez, calciatore spagnolo (Madrid, n. 2001)
- Miguel Ángel Gutiérrez, ex calciatore peruviano (n. 1956)
- Miguel Gutiérrez, calciatore messicano (Città del Messico, n. 1931 - León, † 2016)
- Miguel Ángel Gutiérrez, ex calciatore argentino (n. 1954)
- Miguel Ángel Gandara, ex calciatore cubano (n. 1975)
- Miguel Maga, calciatore portoghese (Porto, n. 2002)

## H(6)
- Miguel Haabo, calciatore francese (n. 1990)
- Miguel Hernández Sánchez, ex calciatore spagnolo (Madrid, n. 1970)
- Miguel Ángel Herrera, ex calciatore messicano (Uruapan, n. 1989)
- Miguel Hoyos, ex calciatore boliviano (Santa Cruz de la Sierra, n. 1981)
- Miguel Hurtado, calciatore boliviano (Santa Cruz, n. 1985)
- Miguel Alfonso Herrero, calciatore spagnolo (Burjassot, n. 1988)

## I(4)
- Jimmy Ekua, calciatore equatoguineano (n. 1999)
- Miguel Ibarra Andrade, calciatore statunitense (New York, n. 1990)
- Miguel Ibarra Tixe, ex calciatore statunitense (New York, n. 1984)
- Miguel Iguaran Arandia, ex calciatore spagnolo (Azkoitia, n. 1937)

## J(5)
- Miguel Jacquet, calciatore paraguaiano (Asunción, n. 1995)
- Miguel Jiménez, calciatore cileno (Coltauco, n. 1980)
- Miguel Jones, calciatore spagnolo (Santa Isabel, n. 1938 - Bilbao, † 2020)
- Miguel Julio, ex calciatore colombiano (Santa Marta, n. 1991)
- Raúl Justiniano, ex calciatore boliviano (Santa Cruz de la Sierra, n. 1977)

## K(2)
- Miguel Kayara, calciatore francese (n. 1986)
- Miguel Ángel Klee, calciatore guatemalteco (Città del Guatemala, n. 1977)

## L(20)
- Miguel Ángel Laino, ex calciatore argentino (Buenos Aires, n. 1948)
- Miguel Lasso, calciatore e giocatore di calcio a 5 panamense (n. 1985 - San Miguelito, † 2013)
- Miguel Ángel Lauri, calciatore argentino (Zárate, n. 1908 - Zárate, † 1994)
- Miguel Layún, ex calciatore messicano (Córdoba, n. 1988)
- Miguel Ángel Leal, calciatore spagnolo (Vila-real, n. 1997)
- Miguel Lemus, calciatore salvadoregno (Chalatenango, n. 1993)
- Miguel Ángel Leyes, ex calciatore argentino (Buenos Aires, n. 1952)
- Miguel Linares, ex calciatore spagnolo (Saragozza, n. 1982)
- Miguelón, calciatore spagnolo (Benidorm, n. 1996)
- Miguel Lloyd, calciatore dominicano (La Romana, n. 1982)
- Miguel Loayza, calciatore peruviano (Lima, n. 1940 - Buenos Aires, † 2017)
- Miguel Ángel Longo, calciatore e allenatore di calcio argentino (Buenos Aires, n. 1939 - Orbassano, † 2001)
- Mikey Lopez, calciatore statunitense (Dallas, n. 1993)
- Miguel Loureiro, calciatore spagnolo (Cerceda, n. 1996)
- Miguel Lourenço, calciatore portoghese (n. 1920)
- Miguel Ángel Lozano, ex calciatore spagnolo (Sabadell, n. 1978)
- Miguel Luís, calciatore portoghese (Coimbra, n. 1999)
- Miguel Ángel López, calciatore e allenatore di calcio argentino (Ticino, n. 1942 - Barranquilla, † 2025)
- Miguel López, calciatore argentino (Ensenada, n. 1988)
- Luís Miguel Brito Garcia Monteiro, ex calciatore portoghese (Lisbona, n. 1980)

## M(30)
- Miguel Falé, calciatore portoghese (Redondo, n. 2004)
- Miguel Angel Magnoni, ex calciatore argentino (Reconquista, n. 1981)
- Miguel Maliszewski, ex calciatore argentino (San Lorenzo, n. 1948)
- Miguel Ângelo Marques Granja, calciatore portoghese (Matosinhos, n. 1988)
- Miguel Marshall, calciatore anglo-verginiano (n. 2002)
- Miguel Martelo Lourenço, calciatore portoghese (Sesimbra, n. 1992)
- Miguel Ángel Martínez, ex calciatore argentino (Buenos Aires, n. 1984)
- Miguel Ángel Mayé, calciatore equatoguineano (Ebebiyín, n. 1990)
- Miguel Mea Vitali, ex calciatore venezuelano (Caracas, n. 1981)
- Miguel Medina, calciatore colombiano (Pradera, n. 1995)
- Miguel Medina, calciatore paraguaiano (San Lorenzo, n. 1993)
- Miguel Mellado, calciatore argentino (Río Negro, n. 1993)
- Miguel Mercado, ex calciatore boliviano (Santa Cruz de la Sierra, n. 1975)
- Miguel Merentiel, calciatore uruguaiano (Paysandú, n. 1996)
- Miguel Marcos Madera, ex calciatore spagnolo (Lena, n. 1985)
- Miguel Mifsud, ex calciatore maltese (n. 1979)
- Miguel Eduardo Miranda, calciatore peruviano (Lima, n. 1966 - Chongoyape, † 2021)
- Miguel Menino, calciatore portoghese (Almada, n. 2003)
- Miguel Monsalve, calciatore colombiano (Medellín, n. 2004)
- Miguel Montaño, ex calciatore colombiano (Palmira, n. 1991)
- Miguel Montes, ex calciatore salvadoregno (Sensuntepeque, n. 1980)
- Miguel Montuori, calciatore argentino (Rosario, n. 1930 - Firenze, † 1998)
- Miguel Ángel Mori, calciatore argentino (Buenos Aires, n. 1943 - Baradero, † 2009)
- Miguel Ángel Moyà, ex calciatore spagnolo (Binissalem, n. 1984)
- Miguel Muñoz Fernández, calciatore spagnolo (Madrid, n. 1996)
- Miki Muñoz, calciatore spagnolo (Gerona, n. 1995)
- Miguel Muñoz, calciatore e allenatore di calcio spagnolo (Madrid, n. 1922 - Madrid, † 1990)
- Miguel Ángel Murillo, calciatore colombiano (Cali, n. 1993)
- Miguel Antonio Murillo, ex calciatore colombiano (Bogotà, n. 1988)
- Miguel Murillo, calciatore boliviano (La Paz, n. 1898 - † 1968)

## N(8)
- Miguel Ángel Nadal, ex calciatore e allenatore di calcio spagnolo (Manacor, n. 1966)
- Miguel Ángel Navarro, calciatore venezuelano (Maracaibo, n. 1999)
- Miguel Nazarit, calciatore colombiano (Cali, n. 1997)
- Miguel Ángel Neira, ex calciatore cileno (Hualqui, n. 1952)
- Miguel Ángel Nieto, ex calciatore spagnolo (Madrid, n. 1986)
- Miguel Ángel Noro, ex calciatore boliviano (Riberalta, n. 1961)
- Miguel Filipe Nunes Cardoso, calciatore portoghese (Lisbona, n. 1994)
- Miguel Nóbrega, calciatore portoghese (Funchal, n. 2000)

## O(4)
- Miguel Olavide, ex calciatore spagnolo (Pamplona, n. 1996)
- Miguel Ángel Onzari, ex calciatore argentino (Buenos Aires, n. 1950)
- Miguel Ortega, calciatore paraguaiano (Itajubá, n. 1917)
- Miguel Oviedo, ex calciatore argentino (Córdoba, n. 1950)

## P(19)
- Alejandro Palacios, ex calciatore messicano (Città del Messico, n. 1981)
- Miguel Palanca, ex calciatore spagnolo (Tarragona, n. 1987)
- Miguel Pallardó, ex calciatore spagnolo (Alaquàs, n. 1986)
- Miguel Ángel Paniagua, calciatore paraguaiano (Ciudad del Este, n. 1987)
- Miguel Ángel Pantó, calciatore argentino (Buenos Aires, n. 1912)
- Miguel Parrales, calciatore ecuadoriano (n. 1995)
- Miguel Fernando Pereira Rodrigues, calciatore portoghese (Fátima, n. 1993)
- Miguel Rodrigo Pereira Vargas, ex calciatore portoghese (Lisbona, n. 1978)
- Miguel Francisco Pereira, ex calciatore angolano (n. 1975)
- Miguel Perrichon, ex calciatore argentino (Córdoba, n. 1941)
- Miguel Pinto, calciatore cileno (Santiago del Cile, n. 1983)
- Miguel Pitta, calciatore britannico (n. 1986)
- Miguel Ángel Ponce, ex calciatore statunitense (Sacramento, n. 1989)
- Alejandro Portal, calciatore cubano (Quivicán, n. 1995)
- Miguel Portillo, ex calciatore argentino (Gobernador Virasoro, n. 1982)
- Miguel Ángel Portugal, ex calciatore e allenatore di calcio spagnolo (Quintanilla de las Viñas, n. 1955)
- Miguel Prince, ex calciatore colombiano (Ocaña, n. 1957)
- Miguel Puche, calciatore spagnolo (Tarazona, n. 2001)
- Miguel Antonio Pérez, calciatore colombiano (Cartagena de Indias, n. 1992)

## Q(1)
- Miguel Quiame, calciatore angolano (n. 1991)

## R(16)
- Miguel Ángel Raimondo, ex calciatore argentino (Rosario, n. 1943)
- Miguel Ramírez, ex calciatore cileno (Santiago del Cile, n. 1970)
- Miguel Ramos Vargas, calciatore spagnolo (Málaga, n. 1942 - † 2002)
- Miguel Reina, ex calciatore spagnolo (Córdoba, n. 1946)
- Miguel Rimba, ex calciatore boliviano (Riberalta, n. 1967)
- Miguel Rivero, ex calciatore cubano (n. 1952)
- Miguel Rodrigues, calciatore svizzero (Ginevra, n. 1996)
- Emilio Rodríguez, calciatore messicano (Santiago de Querétaro, n. 2003)
- Miguel Rodríguez Vidal, calciatore spagnolo (Redondela, n. 2003)
- Miguel Ángel Romero, ex calciatore argentino (Rosario, n. 1975)
- Miguel Alexandre Jesus Rosa, calciatore portoghese (Lisbona, n. 1989)
- Miguel Rubio, calciatore spagnolo (Leganés, n. 1998)
- Miguel Ángel Rugilo, calciatore argentino (Buenos Aires, n. 1919 - Buenos Aires, † 1993)
- Miguel Ángel Ruiz García, ex calciatore spagnolo (Toledo, n. 1955)
- Miguel Ángel Ruiz, ex calciatore argentino (La Banda, n. 1934)
- Miguel Samudio, calciatore paraguaiano (Capiatá, n. 1986)

## S(9)
- Miguel Reisinho, calciatore portoghese (Vila Nova de Gaia, n. 1999)
- Miguel Sabah, ex calciatore messicano (Cancún, n. 1979)
- Miguel San Román, calciatore spagnolo (Mombuey, n. 1938 - Madrid, † 2015)
- Miguel Sanabria, ex calciatore paraguaiano (Luque, n. 1964)
- Miguel Sansores, calciatore messicano (Mérida, n. 1991)
- Miguel Segura, ex calciatore costaricano (n. 1963)
- Miguel Silveira, calciatore brasiliano (Vila Velha, n. 2003)
- Miguel Ángel Sánchez, calciatore cubano (Nueva Gerona, n. 1988)
- Tininho, ex calciatore mozambicano (Beira, n. 1980)

## T(11)
- Miguel Tanton, ex calciatore statunitense (Santa Clara, n. 1989)
- Miguel Tapias, calciatore messicano (Hermosillo, n. 1997)
- Miguel Tendillo, ex calciatore spagnolo (Moncada, n. 1961)
- David Terans, calciatore uruguaiano (Montevideo, n. 1994)
- Miguel Terceros, calciatore boliviano (Santa Cruz de la Sierra, n. 2004)
- Miguel Ángel Tojo, ex calciatore argentino (Buenos Aires, n. 1943)
- Miguel Torres Gómez, ex calciatore spagnolo (Madrid, n. 1986)
- Miguel Ángel Torres Quintana, calciatore peruviano (Lima, n. 1982)
- Miguel Ángel Torres, ex calciatore argentino (Chivilcoy, n. 1954)
- Miguel Ángel Torrén, calciatore argentino (Villa Constitución, n. 1988)
- Miguel Trauco, calciatore peruviano (Tarapoto, n. 1992)

## V(5)
- Miguel Vegas, calciatore venezuelano (Caracas, n. 2006)
- Miguel Ángel Vidal, calciatore argentino (Buenos Aires, n. 1934 - Buenos Aires, † 2023)
- Miguel Villalta, calciatore peruviano (Cusco, n. 1981)
- Miki Villar, calciatore spagnolo (Nigrán, n. 1996)
- Miguel Vítor, calciatore portoghese (Torres Vedras, n. 1989)

## Z(1)
- Miguel Zepeda, ex calciatore messicano (Tepic, n. 1976)